# Igor Gavrilin
Igor Aleksandrovitsj Gavrilin (Russisch: Игорь Александрович Гаврилин) (10 november 1972) is een Russisch voetballer. Hij werd twee keer derde in de Premjer-Liga, in 1992 en in 1993.
Hij deed één keer mee in de finale voor de Russische voetbalbeker.